# Capilla
Capilla è un comune spagnolo di 212 abitanti situato nella comunità autonoma dell'Estremadura.